# (15071) Hallerstein
(15071) Hallerstein (1999 BN12) – planetoida z pasa głównego asteroid okrążająca Słońce w ciągu 4,02 lat w średniej odległości 2,53 j.a. Odkryta 24 stycznia 1999 roku w Obserwatorium Črni Vrh.